# 比肯斯菲爾德 (英國國會選區)

選區在白金漢郡的位置

比肯斯菲爾德（英語：Beaconsfield），英國國會一郡選區，位於白金漢郡，包括威科姆區東南部和南巴克斯全部。
本區始設於1974年，一直為保守黨人士所佔據。2010年大選中葛偉富以61.1%選票勝出該區成功連任。